# Boarmia pallida
Boarmia pallida är en fjärilsart som beskrevs av George Francis Hampson 1891. Boarmia pallida ingår i släktet Boarmia och familjen mätare. Inga underarter finns listade i Catalogue of Life.